# Yardang

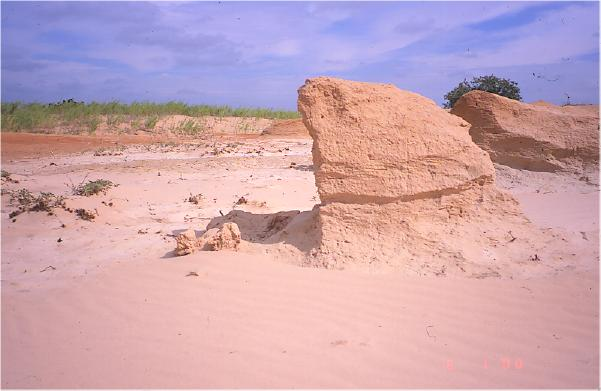
Yardang en el desierto de Texas.

Un yardang es una formación rocosa moldeada de forma característica por la erosión causada por el viento que, en este caso, casi siempre sopla desde el mismo punto. La roca en cuestión se va alargando y tomando distintas formas con el tiempo que pueden ser realmente curiosas: la Gran Esfinge de Guiza, por ejemplo, fue originalmente un yardang que comenzó a erosionarse hace más de 40000 años y los egipcios usaron posteriormente como material para tallar su estatua.

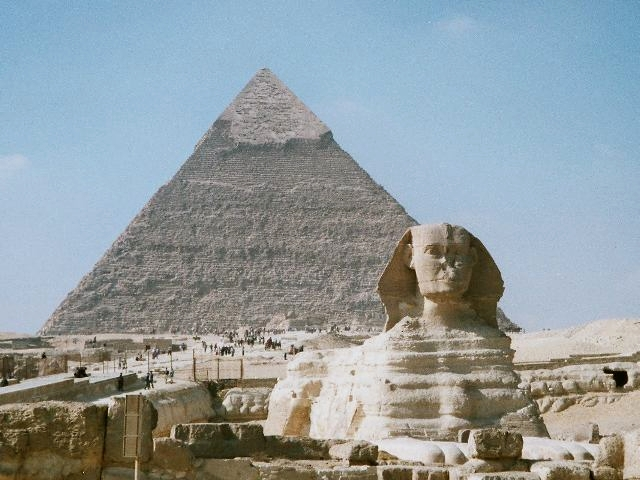
La Gran Esfinge de Guiza, el yardang esculpido más famoso.

Los yardangs se forman exclusivamente en zonas desérticas, allí donde el viento puede desplazarse a gran velocidad levantando grandes cantidades de arena. El impacto de los granos de arena levantados contra la roca original la va erosionando de manera imperceptible, de tal manera que sus efectos sólo son reconocibles tras varios miles de años. A esta lenta erosión se debe entre otras cosas que la esfinge haya perdido su nariz. Con el paso del tiempo, los yardangs acaban por ser destruidos completamente y convertidos en arena.

## Etimología
La palabra «yardang» es de origen turco, que significa «banco escarpado», y fue por vez primera introducida en el mundo de habla inglesa por el explorador sueco Sven Anders Hedin en 1903.

## Tipos de yardangs
La erosión que ocasiona los yardangs puede operar a diferentes escalas, produciendo tres tipos de yardangs que se diferencian según su tamaño:
- Los megayardangs tienen cientos de metros de altura y varios kilómetros de longitud. Todos los megayardangs del mundo se encuentran en el desierto del Sáhara, la mayor concentración de arena del planeta. El macizo de Tibesti, en el centro del Sáhara, es una impresionante colección de megayardangs.

- Los mesoyardangs tienen dimensiones más modestas, entre 10 y 15 metros de longitud. Son los más abundantes y se encuentran en varios lugares del planeta, desde el desierto de Libia a la zona de Window Rock, Arizona.

- Los microyardangs son versiones en miniatura de los yardangs, de sólo unos pocos centímetros de altura.

Las expediciones no tripuladas de la ESA han documentado la existencia de yardangs en Marte, probando que este fenómeno no es exclusivo de la Tierra.

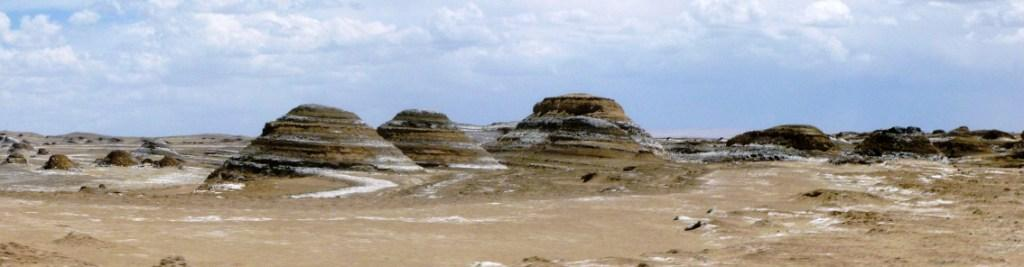
Yardangs en el desierto de Qaidam, provincia de Qinghai, en China